# Le Clown (film, 1976)
Pour les articles homonymes, voir Le Clown (homonymie).
Pour plus de détails, voir Fiche technique et Distribution.
Le Clown (Ansichten eines Clowns) est un film dramatique ouest-allemand réalisé par Vojtěch Jasný et sorti en 1976.
Le film est proposé par l'Allemagne de l'Ouest à l'Oscar du meilleur film en langue étrangère en 1977.

## Fiche technique
- Titre français : Le Clown[2]
- Titre original : Ansichten eines Clowns
- Réalisation : Vojtěch Jasný
- Scénario : Vojtěch Jasný, d'après le roman La Grimace de Heinrich Böll
- Production : Filmaufbau, Heinz Angermeyer GmbH
- Producteurs : Heinz Angermeyer et Maximilian Schell
- Photographie : Walter Lassally
- Musique : Eberhard Schoener
- Montage : Dagmar Hirtz
- Direction artistique : Pit Janzen et Georg von Kieseritzky
- Costumes : Charlotte Flemming
- Pays de production :  Allemagne de l'Ouest
- Durée : 111 minutes
- Date de sortie: 
  - Allemagne de l'Ouest : 14 janvier 1976
  - France : 29 novembre 1978[2]

## Distribution
- Helmut Griem : Hans Schnier
- Hanna Schygulla : Marie
- Eva Maria Meineke : la mère
- Hans Christian Blech : Derkum
- Gustav Rudolf Sellner : le père
- Alexander May : Sommerwild
- Jan Niklas : Leo Schnier
- Rainer Basedow : Zohnerer
- Helga Anders : Sabine Emonds